# Galbula
A Galbula a madarak (Aves) osztályának harkályalakúak (Piciformes) rendjébe, ezen belül a jakamárfélék (Galbulidae) családjába tartozó nem.

## Tudnivalók
Ez a madárnem, családjának a legnagyobb, a névadó és egyben a típusneme is. Habár számos élőhelyeiket elveszítették, az emberi tevékenységek miatt, mivel az egyes fajok nagy elterjedési területekkel rendelkeznek, nem számítanak veszélyeztetnek; kivételt képez a rezesfényű jakamárt (Galbula pastazae), melynek elterjedése kisebb területet foglal magába, az Andok lábainál.
Észak-Amerika legdélebbi részeitől, Közép-Amerikán keresztül, egészen Dél-Amerika legnagyobb részéig fordulnak elő. Legfőbb jellemzőik az igen hosszú csőrük és farktollaik, valamint a nagyon rövid lábaik. A fémesen csillogó tollazatuk, irizáló hatású. A háti részük általában zöldes, míg egyes fajoknál a hasi rész vöröses vagy barnás. A legtöbb faj esetében, a hím és tojó között nincs nemi kétalakúság, vagy csak nagyon csekély. Táplálékuk általában repülő rovarokból, főleg lepkékből áll. A fészkeiket maguk által vájt üregekbe készítik. Az üregeket főleg meredek folyópartokba vagy termeszvárakba vájják. Kikelésükkor a fiókák nem csupaszok.

## Rendszerezés
A nembe az alábbi 10 élő faj tartozik:
- sárgacsőrű jakamár (Galbula albirostris) Latham, 1790[4]
- Galbula chalcothorax Sclater, 1855[5]
- Galbula cyanescens Deville, 1849[6]
- Galbula cyanicollis Cassin, 1851[7]
- paradicsomjakamár (Galbula dea) (Linnaeus, 1758)[8]
- Galbula galbula (Linnaeus, 1766)[9]
- Galbula leucogastra Vieillot, 1817[10]
- rezesfényű jakamár (Galbula pastazae) Taczanowski & Berlepsch, 1885[11]
- vörösfarkú jakamár (Galbula ruficauda) Cuvier, 1816[12]
- Galbula tombacea Spix, 1824[13]

A fenti élő madarak mellett, egy fosszilis faj is tartozik ebbe a nembe, az úgynevezett Galbula hylochoreutes, mely a középső miocén korszakban élt, azon a helyen, ahol manapság Kolumbia fekszik. Testfelépítése szerint, úgy tűnik, hogy táplálékát a ma élő rokonaitól eltérően, főleg a levegőben kapta el.

## Fordítás
- Ez a szócikk részben vagy egészben  a   Galbula című angol Wikipédia-szócikk ezen változatának fordításán alapul.  Az eredeti cikk szerkesztőit annak laptörténete sorolja fel. Ez a jelzés csupán a megfogalmazás eredetét és a szerzői jogokat jelzi, nem szolgál a cikkben szereplő információk forrásmegjelöléseként.